# Броумов (Наход)
Броумов (чеш. Broumov) град је у Чешкој Републици. Град се налази у управној јединици Краловехрадечки крај, у оквиру којег припада округу Наход.

## Становништво
Према подацима о броју становника из 2014. године град је имао 7.753 становника.